# Carbonell (merk)
Carbonell is een Spaans voedingsmiddelenmerk dat sinds 2001 in handen is van Deoleo en dat voornamelijk gebruikt wordt voor olijven en olijfolie.
In 1866 begon Antonio Carbonell in Córdoba de olijfolieplantage Carbonell & Cía. de Córdoba SA. In 1878 nam zijn zoon Carlos Carbonell y Morand het over en deze wist een exclusief leveringscontract af te sluiten met de Britse marine. Dit contract liep pas af aan het einde van de Eerste Wereldoorlog. In 1904 werd de afbeelding van de Cordobase vrouw ontworpen door Pedro Casas Abarca in de stijl van de art nouveau, die nog steeds de verpakking siert al is deze in 2010 iets aangepast. In 1970 werd Louit uit San Sebastián - bekend van de mosterd - overgenomen.
Ergens in de jaren '80 komt Carbonell wegens schulden in handen van de bank Banco Hispano Americano die het vervolgens van de hand wil doen. In eerste instantie werd de koop gesloten met het Franse bedrijf Lesieur die al eigenaar was van het eveneens Spaanse Koipe. Daar stak de Spaanse regering een stokje voor aan de vooravond van de Spaanse toetreding tot de EEG, en vervolgens werd in 1985 Carbonell over genomen door Aceites Españoles, een Spaans bedrijf dat speciaal voor dit doel was opgezet door Aceites Elosúa S.A. uit León en Industrias Pont S.A. uit Tarragona met behulp van een schappelijke lening van de staatsbank Banco de Crédito Agrícola (Unilever was ook nog even in de race).
Maar de twee eigenaren Elosúa en Pont konden niet met elkaar tot overeenstemming komen over de te volgen koers. De schulden en de hevige concurrentie die opkwam na de toetreding van Spanje tot de EEG legde een zware wissel op de nieuw gevormde onderneming. Ook binnen de familie Elosúa begonnen verschillende kampen te ontstaan en sommigen familieleden begonnen hun aandelen te verkopen. Lesieur kocht deze aandelen stiekem op via tussenpersonen. Lesieur wordt overgenomen door het eveneens Franse Béghin-Say dat op zijn beurt in 1991 wordt overgenomen door het Italiaanse Ferruzzi die het een jaar later samenvoegt met het Italiaanse Eridania. Ferruzzi doet een eerste overname poging in 1991. Een aantal jaar later, in 1994, werd het bedrijf alsnog door de Ferruzzi overgenomen middels hun dochter Eridania Béghin-Say. Zij voegde het bedrijf samen met Koipe.
In 2001 werd Eridania Béghin-Say opgesplitst en kwam Koipe onder de hoede van Cereol die er direct afstand van nam door deze, en daarmee ook Carbonell, te verkopen aan het Spaanse Grupo SOS dat in 2011 verder ging als Deoleo.